# Castillo Abergeldie

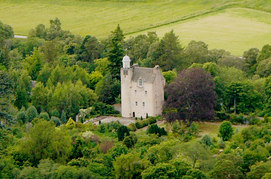
Vista aérea del castillo Abergeldie.

El castillo de Abergeldie es una torre de cuatro pisos ubicada a orillas del río Dee, en la parroquia de Crathie y Braemar, en el concejo escocés de Aberdeenshire. Dista 3 kilómetros de la residencia real británica del castillo de Balmoral. Construido a mediados del siglo XVI, la parte más antigua del castillo es una torre de planta rectangular. La tradición sugiere que en la antigüedad, el castillo estaba originalmente rodeado por un foso, del cual, si lo hubo, ya no hay rastro. A principios del siglo XIX, se construyó un campanario.

## Historia
El nombre deriva del picto, que significa la "confluencia de Geldie", una referencia a su ubicación cerca de la confluencia del río Geldie y el río Dee.
Probablemente fue construido alrededor de 1550, por Sir Alexander Gordon de Midmar, hijo del primer conde de Huntly, en terrenos adquiridos por la familia Gordon en 1482. Durante el curso del primer levantamiento jacobita entre 1689-1690, el castillo fue asediado por las fuerzas jacobitas. Sin embargo, después de la derrota de las mismas por Sir Thomas Livingstone en Cromdale el 1 de mayo de 1690, el general Hugh Mackay de Scourie marchó con la caballería y 1 400 infantes holandeses (probablemente incluido su propio regimiento) para levantar el asedio.
Volvió a figurar en el levantamiento jacobita de 1715, siendo guarnecida por las tropas del gobierno. En 1848, el príncipe Alberto, consorte de la reina Victoria, compró el arrendamiento de la propiedad de Abergeldie durante 40 años, ya que estaba relativamente cerca de la nueva residencia real escocesa de Balmoral. Albert le dio la propiedad a su hijo Albert Edward, entonces Príncipe de Gales y futuro Eduardo VII. Sin embargo, la reina Victoria reclamó el castillo en 1885, posiblemente debido a la inclinación de su hijo por llevar una vida disoluta, pero lo más probable es su historial de haber estado solo una vez en la casa y la necesidad de Victoria de acomodar a su creciente familia extendida. Después de su matrimonio en 1863, Albert Edward se quedó todos los años en Abergeldie, complaciendo sus pasiones de jugar y salir de caza.
El Ordnance Gazetteer of Scotland menciona que la duquesa de Kent, madre de la reina Victoria, pasó varios otoños en el castillo entre 1850 y 1861, y que la emperatriz Eugenia de Montijo pasó el mes de octubre de 1879.
Después de la subida al trono de Eduardo VII en 1901, fue utilizado por su hijo, el príncipe de Gales (más tarde rey Jorge V) en 1902. Otros miembros de la familia real que se quedaron en Abergeldie incluyeron a las hijas de Eduardo VII, como las princesas Luisa, Victoria y Maud de Gales.
Birkhall permanece en posesión de la familia real. El príncipe Carlos de Gales, también ha pasado estancias en el castillo junto a su segunda mujer, Camila de Cornualles.
En enero de 2016, el castillo se vio amenazado por las crecientes aguas del río Dee, que arrasaron gran parte de la tierra detrás del edificio, dejándolo en un precipicio sobre el río, lo que obligó al barón Abergeldie de 76 años a abandonar la zona. Durante un tiempo, las autoridades no estaban seguras de si el castillo podría salvarse si la inundación continuaba. Unos días después, los ingenieros estructurales confiaban en que los esfuerzos de apuntalamiento evitarían un colapso inminente.